# Supreme Sanction
Supreme Sanction (Brasil: Treinada para Matar / Portugal: Pena Máxima) é um filme de ação e suspense policial de 1999 dirigido por John Terlesky e estrelado por Michael Madsen, Kristy Swanson e David Dukes. O filme estreou na HBO em 9 de abril de 1999. Ele usa filmagens de um filme de 1998 Airborne.

## Sinopse
Uma unidade secreta do governo faz com que os helicópteros do exército caiam e ordena a morte de um general que sabe tudo a respeito. Um repórter de televisão investiga para descobrir a verdade, mas eles querem que ele seja morto também, então eles enviam uma assassina habilidosa. Ela não atira quando o vê com sua filha, tornando-a seu próximo alvo. Depois de salvar sua vida, ela se junta a ele para lutar.

## Elenco
- Michael Madsen como Dalton
- Kristy Swanson como Jenna
- David Dukes como Jordan McNamara
- Ron Perlman como diretor
- Tommy "Tiny" Lister Jr. como Lester
- Al Sapienza como Holman
- Donald Adeosun Faison como Marcus
- Holliston "Holli" Coleman como Bailey McNamara
- Teo como Ron, o segurança
- Dannon Green como Stebbins
- D.J. Berg como Henderson
- Marshall Manesh como Hawk Face Man